# Гампф, Готтфрид Гуугович
Готтфрид Гуугович Гампф (12 июля 1904, Турку — 16 января 1938, Петрозаводск) — финский и советский агроном и писатель.
Гампф переехал в Советский Союз в 1923 году. Окончил техникум сельского хозяйства и работал агрономом в селе Лехто Тунгудского района. Писал стихи для «Молодой гвардии» и «Фронта», работал художником «Факела», «Красной люстры» и «Фронта». В 1931 году был издан совместный сборник Гампфа и Эйнари Лейно. Он также выпускал руководства по животноводству.. 
В конце 1930-х Гампф был арестован, приговорëн к смертной казни как шпион и расстрелян под Петрозаводском. В 1959 году он был реабилитирован.